# Graptemys pearlensis
Graptemys pearlensis  (лат.) — вид пресноводных черепах, обитающий в США.
Обитает в устье реки Перл в штатах Луизиана и Миссисипи (США).
Самки длиной до 29,5 см, намного крупнее самцов, длина тела которых составляет около 12 см. Панцирь оливково-коричневого цвета с килем чёрного или тёмно-коричневого цвета и узорами на шипах. Краевые чешуйки обведены жёлтой полосой. Пластрон плоский. Голова и ноги бурые или оливковые с ярко-жёлтыми или желтовато-зелёными полосами. На голове большое пятно между глазами, связанное с двумя большими пятнами позади глаз и, как правило, заканчивающееся на носу в форме трезубца.